# Teagan Croft
Teagan Croft est une actrice australienne née le 23 avril 2004.
Elle est révélée auprès du grand public par son rôle de Rachel Roth dans la série, Titans.

## Biographie
Née à Sydney en Nouvelle-Galles du Sud en Australie. Teagan est la nièce des actrices Penny McNamee (en) et Jessica McNamee,. Sa mère Rebecca McNamee Croft est également actrice. Elle a deux sœurs et vit à Chicago depuis 2016.
Elle joue la partie de Scout Finch dans l'adaptation théâtrale de Ne tirez pas sur l'oiseau moqueur à l'âge de 9 ans.
En 2016, elle décroche un rôle principal dans le film Osiris, la 9ème planète au côté de Kellan Lutz et Isabel Lucas. La même année, elle obtient le rôle récurrent de Bella Loneragan dans le soap opera australien populaire Summer Bay.
Elle est choisie en août 2017 pour incarner le personnage DC Comics de Rachel dans la série Titans.
Croft joue le rôle de Jessica Watson, une navigatrice qui à 16 ans a tenté de parcourir en solo la circumnavigation du monde, dans le film True Spirit. Le film est produit par Netflix et sortira en février 2023.

## Filmographie

### Cinéma

#### Longs métrages
- 2016 : Osiris, la 9ème planète de Shane Abbess : Indi Sommerville
- 2023 : True Spirit : Jessica Watson

À venir[Quand ?] : Tomb Raider le Retour de Lara Croft (Tomb Raider the return of Lara Croft) de Ric Roman Waugh : Lara Croft jeune 

### Télévision

#### Séries télévisées
- 2016 : Summer Bay : Bella Loneragan (5 épisodes)
- 2018-2023 : Titans : Rachel Roth / Raven (principale)
- 2020 : Legends of Tomorrow (DC's Legends of Tomorrow) : Rachel Roth / Raven (saison 5, épisode 1)

## Doublage francophone
En France
- Clara Quilichini
  - Titans